# جک الکسی
جک الکسی (انگلیسی: Jack Alexy؛ زادهٔ ۱۹ ژانویهٔ ۲۰۰۳) شناگر اهل ایالات متحده آمریکا است.
وی در مسابقات کشوری و بین‌المللی در مجموع برندهٔ ۴ مدال طلا، ۱۰ مدال نقره، ۵ مدال برنز شده است.